# 피아넬라
피아넬라(이탈리아어: Pianella)는 이탈리아 아브루초주 페스카라도에 위치한 코무네다.